# Палилулска пијаца
Палилулска пијаца је београдска пијаца која се налази у општини Палилула. Простире се преко улица Илија Гарашанина и 27. марта, реновирана је крајем 2019. године и важи за једну од најмодренијих пијаца у Београду.

## Опште информације
Ова пијаца налази се испод Ташмајдана, дуж улица Илије Гарашанина и 27. марта у општини Палилула.
Данас представља најмодернију пијацу у граду, простире се на површини од 12.689 квадратних метара, са подземном гаражом од 80 паркинг места и великим супермаркетом на другом нивоу. Пијачни плато смештен је у нивоу приземља, где се налази млечна хала са 36 расхладних витрина, мењачница, занатски део, магацински део са хладњачам и друго.
Палилулском пијацом управља ЈКП „Београдске пијаце”.

## Историјат
Као нерегулисано тржиште развило се 1949. године спонтаним окупљањем сељака, који су робу продавали са дрвених тезги. У новембру 2017. године пијаца је затворена, јер је почела изградња комбинованог тржног центра, који делимично укључује и модернизовану зелену пијацу. Поједине пијачне тезге постављене су на отвореном, на платоу код Спортско-рекреативног центра Ташмајдан у Улици Илије Гарашанина, до завршетка радова. Предвиђена дужина изградње нове пијаце била је 18 месеци, односно мај 2019. године.
Нова зграда је укупне површине 12.689 м2 и због облика и вишеслојног изгледа добила је надимак „Васина торта”.
У мају 2019. рок је померен на септембар 2019. године. Иако је заменик градоначелника Београда Горан Весић потврдио да ће пијаца бити отворена 1. септембра, иако су радови завршени до тог датума, објекат није прикључен на комуналну мрежу, укључујући и електричну, а објекат није имао потребне дозволе за стављање у функцију, па је рок померен за 1. децембар, а затим за крај децембра. Коначно је отворен 30. децембра 2019. године. Неколико месеци касније, будући да се налазила у затвореном простору и због пандемије ковида 19 2020. године, то је била прва београдска пијаца која је затворена, а последња отворена (23. март — 28. април).